# Tahar Djaout
Tahar Djaout (Cabília, 11 de janeiro de 1954 – Argel, 2 de junho de 1993) foi um jornalista, poeta e escritor de ficção argelino. Foi assassinado em 1993 pelo Grupo Islâmico Armado.

## Biografia
Nasceu em 1954 em Oulkhou, um povo na região de Kabylie.
Em 1970, a sua novela As Insoumis recebeu uma menção no concurso literário Zona das Tormentas. Acabou os seus estudos no ano seguinte no liceu Okba de Argel e obteve, em 1974, uma licenciatura em matemáticas da Universidade de Argel, onde se relacionou com o poeta Hamid Tibouchi.
Após a universidade trabalhou como jornalista para a Algérie Actualité (1980-1984), e durante a década de 1980, converteu-se num dos mais destacados talentos literários da Argélia.

## Assassinato
Foi assassinado pelo Grupo Islâmico Armado devido a seu apoio à laicidade e pela sua oposição ao que considerava fanatismo. Foi atacado a 26 de maio de 1993, quando saía de sua casa em Argel, na Argélia. Morreu a 2 de junho, após permanecer em coma durante uma semana. Um de seus atacantes confessou que ele fora assassinado porque ele "manejou uma temível pluma que poderia ter um efeito sobre os sectores islâmicos."
Como consequência do seu assassinato, a Cruz das literaturas (Estrasburgo, França) lançou um pedido a favor da criação de uma estrutura de apoio de escritores. Este pedido reuniu rapidamente mais de 300 assinaturas, e é a origem da criação do Parlement international dês écrivains (Parlamento internacional dos escritores).
Após a sua morte, a BBC realizou um documentário sobre ele, titulado "Shooting the Writer, introduzido por Salman Rushdie com a participação de Rachid Mimouni, Omar Belhouchet, da sua mãe Zineb Djaout e da sua mulher Ferroudja Djaout.

## Trabalhos
- The Last Summer of Reason Novela, Ruminator Books, 2001] (Paris, Seuil, 1999]
- The Watchers [Novela, Ruminator Books] (1991)
- L'invention du Desert, [Novela, Editions du Seuil, 1987]
- Les Chercheurs d'Os [Novela, Editions du Seuil, 1984]
- Les Rets de l'oiseleur (história curta) [SNED, Algiers, 1983]
- L'oiseau minéral, poems, [Sigean, L'Orycte, 1982]
- L'exproprié, [Novela, SNED, Algiers, 1981]
- Insulaire et Cie, poems [Sigean, L'Orycte, 1980]
- L'Arche à vau-l'eau, poems [Editions Saint-Germain-dês-Prés, Paris, 1978]
- Solstice Barbelé, poemas, [Editions Naaman, Québec, 1975]

## Obras relacionadas
- Tahar Djaout[5]
- Silence is Death: The Life and Work of Tahar Djaout por Julija Sukys[6][7]
- "Islamists Killed Tahar Djaout: We Should Give Life to His Ideas" por Jennifer Bryson, 16 de janeiro de 2009, O Discurso Público[8]
- Ali Chibani, Tahar Djaout et Lounis Aït Menguellet. Temps clos et ruptures spatiales, Paris, L'Harmattan, 2012.[9]